# Luis Gómez
Luis Oswaldo Gómez Cáceres (ur. 20 kwietnia 1972), piłkarz ekwadorski grający na pozycji obrońcy.

## Kariera klubowa
Karierę piłkarską Gómez rozpoczął w klubie Barcelona SC z miasta Guayaquil. W 1992 roku zadebiutował w jego barwach w ekwadorskiej Serie A. W 1994 roku odszedł do stołecznego Deportivo Quito, ale już po roku powrócił do Barcelony i został z nią mistrzem Ekwadoru. W 1997 roku powtórzył ten sukces, a w 1998 dotarł do finału Copa Libertadores, jednak ekwadorski zespół dwukrotnie przegrał w nim z brazylijskim CR Vasco da Gama (0:2, 1:2). W 1999 roku odszedł z Barcelony i został zawodnikiem argentyńskiego Ferro Carril Oeste, jednak rozegrał tam zaledwie trzy spotkania i już w 2000 roku ponownie grał w Barcelonie. Nie osiągnął z nią większych sukcesów i w 2004 roku odszedł do LDU Quito, a w 2005 roku został z nim mistrzem fazy Clausura. Karierę zakończył rok później jako zawodnik Universidad Católica Quito.

## Kariera reprezentacyjna
W reprezentacji Ekwadoru Gómez zadebiutował 5 września 2001 roku w zremisowanym 0:0 spotkaniu z Kolumbią. W 2002 roku został powołany przez selekcjonera Hernána Darío Gómeza do kadry na Mistrzostwa Świata 2002. Tam był rezerwowym i nie wystąpił w żadnym spotkaniu. Ostatni mecz w kadrze narodowej rozegrał w 2003 roku. Łącznie wystąpił w 12 meczach reprezentacji Ekwadoru i zdobył jednego gola.